# Симеон Христов
Симеон Христов Хаджипавлов е български революционер, общественик и просветен деец от поморавския град Пирот.

## Биография
Роден през 1853 г. в град Пирот, в семейството на механджията Риста Хаджипавлов. Получава началното си образование в родния си град, след което учи в София и Пловдив. През учебната година 1871/1872 завършва IV гимназиален клас и сам става учител в Пирот – преподава главно математика. За да подобри подготовката си продължава образованието си в реалното училище в Загреб. Без да приключи учението си там, заминава за Прага, където има намерение да следва в Политехниката, но успява да завери само първите два семестъра по химия и прекъсва заради избухналата Сръбско-турска война, в която се включва като доброволец.

### Пиротски революционен комитет
Тодор Каблешков използва работата си в Източните железници като прикритие, за да обиколи незабелязан редица градове, в които проверява настроенията за революционни действия в контекста на избухналото Херцеговинско-босненско въстание. През август 1875 г. посещава Пирот по време на местен панаир. Там Каблешков се среща с Христов и други представители на пиротската интелигенция. Двамата увековечават случая със снимка при фотографа Иван Карастоянов, който има ателие в Пирот в годините преди Берлинския конгрес. Местни съратници на Каблешков освен учителите са първенците Йосиф Бранков, Алекси Стефанов, Иван Костов, Йосиф Куклин, Миша Стефанов (по-късно пиротски депутат в сръбската Скупщина) и др. Заедно те създават Пиротски революционен комитет за общо въстание и освобождаване на България от турско иго. В смутните месеци около Руско-турската война Христов е натоварен с мисия да представи пълномощно, подписано от пиротчани, пред Великите сили в Сан Стефано.

### Учебно дело
След като Пиротско остава извън българската държава, Христов и мнозина жители на областта основават значителна колония в Цариброд който тогава все ще се намира в България. Пиротските преселници дават силен тласък за общото въздигане на съседното и тогава все още българско градче. Скоро след Берлинския конгрес Христов пристига в Белоградчик, където става директор на местната педагогическа семинария. Тя обаче е закрита от вече постоянно установеното българско управление. Властите отварят наново учебното заведение вече преустроено и преместено в Цариброд по инициатива на заселилите се там пиротчани. Христов се установява в градчето и оглавява местното трикласно училище, където остава четири години. Назначаван е за директор на училища в Силистра, Бургас и София. Издава учебници по обща и отечествена география. Пиротчанинът работи в столичните девически гимназии до смъртта си през 1910 г.

### За родния край
През 1894 г. Симеон Христов издава своята студия „Пиротският окръг и неговото население“, отпечатана в Сборника за народни умотворения, наука и книжнина. Монографията съдържа лични спомени, етнографски, географски, исторически, статистически сведения за Пирот и народностния характер на неговото население.

### Семейство
Симеон Христов е баща на Владимир Христов, юрист, председател на отделение във Върховния касационен съд.